# Anaulacodithella deserticola
Espèce
Synonymes
- Verrucadithella deserticola Beier, 1944

Anaulacodithella deserticola est une espèce de pseudoscorpions de la famille des Tridenchthoniidae.

## Distribution
Cette espèce est endémique d'Afrique du Sud. Elle se rencontre vers Viljoenspas.

## Publication originale
- Beier, 1944 : Über Pseudoscorpioniden aus Ostafrika. Eos, Madrid, vol. 20, p. 173-212.